# Kálmán Mikszáth
Kálmán Mikszáth (16 de gener de 1847, Szklabonya Mikszáthfalva - 28 de maig de 1910, Budapest) fou un escriptor noble hongarès, redactor i diputat.

## Biografia

### Infància i joventut
Va néixer en el si d'una família noble, a Szklabonya, província de Nógrád, avui dia territori eslovac. Els seus avantpassats eren pastors luterans de l'alta Hongria. Segons la tradició familiar estudiaven teologia a Wittenberg, Halle i Jena i com a institutrius entraven al servei de famílies nobles, completant llur servei a les províncies de Gömör, Nógrád i Sáros. El fil pastoral es trenca amb el seu avi, qui, trencant amb la tradició familiar, va ser taverner del terratinent de Nagykürtös. El pare de Mikszáth, János Mikszáth, també va néixer en aquest lloc, però juntament amb els seus pares es trasllada a Ebeck, on esdevé arrendatari carnisser i taverner del senyor d'Ebeck. Es casa amb la noble Máría Veress de Farad. Tenen tres fills -Mária, Kálmán i Gyula- Mária mor amb 17 anys a causa d'una pulmonia sobtada, mentre que el seu germà gran, Gyula, es queda orfe amb 13. La família probablement després de 1843 va poder traslladar-se a Szklabonyára, on el seu pare primer lloga la taverna i carnisseria del poble, i més endavant, a la segona meitat dels anys 1860 ja es podia llegir la notació amo als certificats del fill. La seva terra s'estimava en 100 jovades, i dona fe del benestar de la família el fet que tenien dos criats en el servei, un pastor i una serventa.
Fa la major part dels estudis a Rimaszombat, entre el 1857 i el 1863. Tanmateix, acaba els dos últims cursos a Selmecbánya, d'on el 1868 arriba a Pest, on continua estudis de dret, però no s'hi diploma.
Amb la fi dels estudis torna a la província de Nógrád, on el 1871 al jutjat de Mátyás Mauks a Balassagyarmat treballa com a magistrat jurat. Hi té ocasió d'estudiar directament els senyors de la província. El 1872 es fa aprenent d'advocat, i també experimenta amb el periodisme: diversos diaris de la capital varen publicar els seus articles, entre d'altres, Igazmondó, Szabad Egyház, Fővárosi Lapok i Jankó Borsszem.
El 13 de juliol de 1873 es casa amb la filla de Mátyás Mauks, Ilona Máriá Mauks. Aquell any moren els seus pares, i es trasllada amb la seva nova dona a la capital, on amb prou feines poden sobreviure. Mikszáth vol divorciar-se de la seva dona, però ella no vol, així que s'ha d'inventar que s'estima una altra dona.
Després d'aquest conflicte, es retira al seu poble natal, Szklabonya, on, tanmateix, la seva mare havia llogat les seves terres, així que no pot sobreviure gràcies a elles. Es presenta a les oposicions provincials el 1874 com a subnotari, sense èxit, per això torna a Pest i comença a ocupar-s'hi més seriosament amb la literatura.

### Carrera
La seva carrera com a escriptor comença amb dificultats, ja que el seu estil, la seva originalitat s'allunyen de les habituals normes de l'època, per això els redactors simplement treuen moltes parts de les seves obres. El 1874 apareix la seva primera obra independent en dos volums, Elbeszélések, però passà desapercebuda. Va treballar durant molts anys a diversos diaris, però frustrat pel seu fracàs el 1878 se'n va a Szeged i es col·loca a Szegedi Napló com a periodista, on recull els primers èxits com a escriptor.
El 1881 torna a Budapest, on treballa com a ajudant de redactor a Ország-Világ. Aleshores la redacció de Budapesti Hírlap se separava de Pesti Hírlap, on Mikszáth arriba a causa de la manca de personal. Al començament dirigeix algunes seccions secundàries, però en poc més de mig any demostra que serveix per a la feina amb els seus esbossos entre els lectors del diari, que amb Mór Jókai esdevé en un dels autors i humoristes més llegit. No signa la major part dels seus articles, per a la resta fa servir sovint el pseudònim de Scarron, així com molts d'altres.
Escollit membre de la companyia Petőfi el 1881 i de Kisfaludy el 8 de febrer de 1882, el 3 de maig de 1889 passa a ser corresponsal de l'Acadèmia de Ciències d'Hongria.
A l'èxit literari aviat cal sumar-hi els personals i polítics: el 1882 torna a demanar la mà de la seva exdona, Ilona Mauks, i el 31 de desembre d'aquell any es casen de nou. Tenen tres fills: Kálmán, Albert i János. Des del 1887 fins a la seva mort és diputat, primer amb el comandament d'Illyefalva (Transsilvània), després de Fogaras i finalment de Máramarossziget.
El 1897 experimenta amb l'edició del seu propi diari, l'efímer Országos Hírlap. Des del 1903 treballa a Az Újság com a principal col·laborador. Per la compilació de 1907 dels seus treballs, és premiat per l'Acadèmia de Ciències d'Hongria. El 1909 després de la celebració del quarantè aniversari de la seva carrera com a escriptor, viatja a Máramarossziget, d'on torna ja greument malalt. No va arribar a veure l'aparició del seu últim llibre, A fekete város, el 1911.

## Obres principals
- A batyus zsidó lánya, 1871
- Ami a lelket megmérgezi, 1871
- A lutri, 1872
- Nibelungok harca, 1873
- Elbeszélések, 1874
- Pecsovics világ, 1874
- A vármegye rókája, 1877
- Még újabb fény- és árnyképek, 1878
- Falunk véneinek édes visszaemlékezése, 1879
- A tót atyafiak, 1881
- A jó palócok, 1882
- Nemzetes uraimék, 1882-83
- Az apró dzsentri és a nép, 1884
- Nemzetes uraimék, 1884
- A két koldudiák, 1885
- A lohinai fű, 1885
- A tisztelt ház, 1886
- A beszélő köntös, 1889
- Kísértet Lublón, 1892-93
- Az eladó birtok, 1893
- Beszterce ostroma, 1894
- Szent Péter esernyője, 1895[1]
- Prakovszky, a süket kovács, 1897
- Gavallérok, 1897
- Új Zrínyiász, 1898
- Különös házasság, 1900
- Szelistyei asszonyok, 1901
- Sipsirica, 1902
- Akli Miklós, 1903
- A vén gazember, 1906
- Noszty fiú esete Tóth Marival, 1906-07
- A fekete város, 1908-10